# Presseamt des Heiligen Stuhls

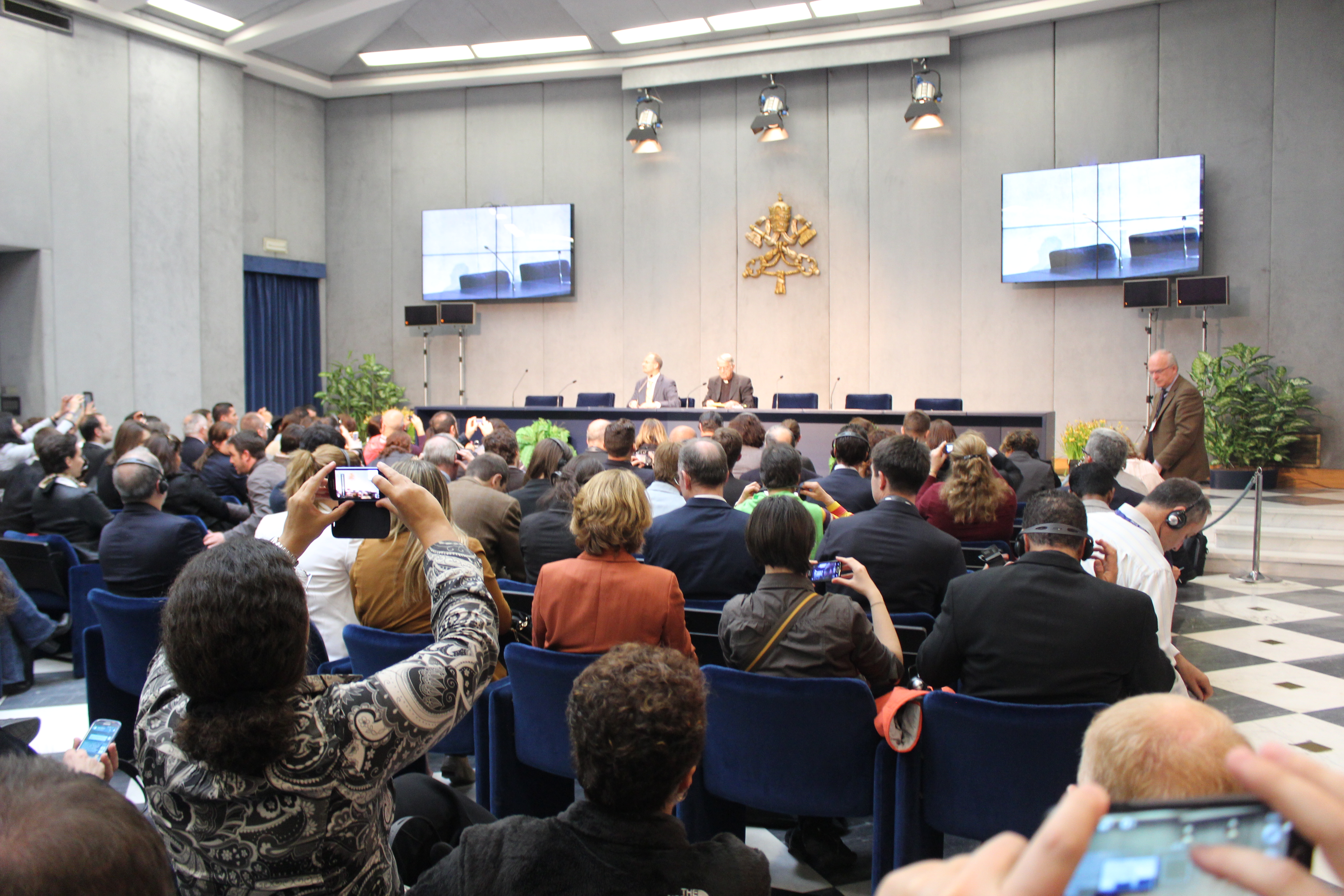
Pressekonferenz im Presseamt des Heiligen Stuhls, 2014

Das Presseamt des Heiligen Stuhls (italienisch Sala Stampa della Santa Sede) ist die Pressestelle des Heiligen Stuhls und der Römischen Kurie. Es wurde am 18. Oktober 1966 von Papst Paul VI. gegründet. Zu den wichtigsten Tätigkeiten gehört die Veröffentlichung von Pressemeldungen des Papstes und der Einrichtungen der Kurie im Täglichen Bulletin.
Es hat seinen Sitz im Palazzo dei Propilei.

## Tägliches Bulletin
Das Presseamt veröffentlicht in den „Täglichen Verlautbarungen des Presseamtes des Heiligen Stuhls“ tagesaktuelle Zusammenstellungen von öffentlichen Verlautbarungen. Sie werden täglich in einer oder mehreren Ausgaben herausgegeben. Amtssprache ist Italienisch. Die Texte erscheinen gewöhnlich in der Sprache, in der sie original verfasst worden sind, und werden bisweilen auch in anderen Übersetzungen zur Verfügung gestellt.
Im Bereich Dokumentationen werden Ansprachen, Botschaften und Dokumente des Papstes und Erklärungen des Direktors des Presseamts bereitgestellt. Auf der Website des Presseamts gibt es einen geschützten Bereich, der nur akkreditierten Journalisten zur Verfügung steht und unter anderem Verlautbarungen mit Sperrfristen enthält.

## Bischofssynode
Der gesamte schriftliche Bereich zur Veröffentlichung der Einladungslisten, Tagesordnungen, Dokumente, Nachrichten und Protokolle in Bezug der Bischofssynode wird durch das vatikanische Presseamt bewerkstelligt.

## Vatican Information Service
Der VIS Vatican Information Service (Vatikanischer Informationsdienst) veröffentlicht Informationen und Statistiken über das Pontifikat und die Apostolischen Reisen des Papstes. Täglich gibt er eine Zusammenfassung der Aktivitäten des Heiligen Vaters und des Heiligen Stuhls heraus. Die Mitteilungen werden in englischer, französischer, spanischer und italienischer Sprache veröffentlicht.

## Serviceinformationen
Bei den Serviceinformationen sind das Formular für den Antrag auf Akkreditierung beim Presseamt des Heiligen Stuhls, für professionelle Journalisten, und die Akkreditierungsregeln veröffentlicht und können dort abgerufen werden. Hier werden auch Serviceinformationen für akkreditierte Journalisten bekannt gegeben.

## Direktoren
- Angelo Fausto Vallainc (Direktor; 1966–1970)
- Federico Alessandrini (Direktor; 1970–1976)
- Romeo Panciroli (Direktor; 1976–1984)
- Joaquín Navarro-Valls (Direktor; 1984–2006)
- Federico Lombardi SJ, (Direktor; 2006–2016)
- Greg Burke (Direktor; 2016–2018)[6]
  - Angelo Scelzo (Vizedirektor; 2013–2016)
  - Paloma García Ovejero (Vizedirektorin; Juli 2016 – Dezember 2018)[6]
- Alessandro Gisotti (1. Januar 2019–22. Juli 2019, kommissarischer Leiter)[6]
- Matteo Bruni (22. Juli 2019–)[7]